# Jekaterina Malysjeva
Jekaterina Aleksandrovna Malysjeva (Russisch: Екатерина Александровна Малышева) (Tsjeljabinsk, 28 januari 1987) is een Russisch voormalig langebaanschaatsster. Ze was een allroundschaatser met een voorkeur voor de korte en middellange afstanden.
Malysjeva is met name succesvol geweest op nationaal niveau: vanaf 2004 was ze op afstandskampioenschappen meestal in de top vijf van de diverse klassementen te vinden. Daarnaast behaalde ze enkele podiumplaatsen op kleinere internationale toernooien.

## Persoonlijk records
| Afstand    | Tijd    | Datum            | Baan           |
| ---------- | ------- | ---------------- | -------------- |
| 500 meter  | 37,76   | 15 november 2013 | Salt Lake City |
| 1000 meter | 1.14,32 | 17 november 2013 | Salt Lake City |
| 1500 meter | 2.02,12 | 17 december 2005 | Moskou         |
| 3000 meter | 4.22,68 | 10 februari 2006 | Tsjeljabinsk   |

## Resultaten
| Jaar | EK Allround | WK Sprint | WK Afstanden       | Olympische Spelen  | WK Junioren |
| ---- | ----------- | --------- | ------------------ | ------------------ | ----------- |
| 2004 |             |           |                    |                    | 21e         |
| 2005 |             |           |                    |                    | 15e         |
| 2006 |             |           |                    |                    | 18e         |
| 2007 | 20e         |           |                    |                    |             |
| 2008 |             | 18e       |                    |                    |             |
| 2009 |             | 18e       | 14e 500m 21e 1000m |                    |             |
| 2010 |             | 5e        |                    | 24e 500m 27e 1000m |             |

1. ↑  Skater Data Jekaterina Malysjeva speedskatingnews.info. Gearchiveerd op 24 november 2018.